# Grassilage

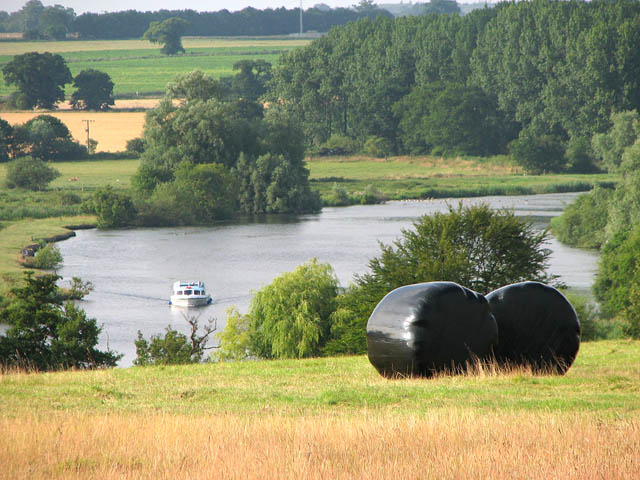
Silageballen am Yare

Grassilage ist eine Silage aus Wiesen- oder Ackergras. Sie dient als Grundfuttermittel vor allem für Wiederkäuer sowie als Gärsubstrat in Biogasanlagen (Energiegras).

## Verwendete Pflanzenarten
Zur Erzeugung von Grassilage wird zum einen der Aufwuchs intensiv bewirtschafteter Wiesen genutzt, zum anderen wird der Schnitt eigens zu diesem Zweck kultivierten Ackergrases verwendet. Wird das Futtermittel aus dem Aufwuchs von Wiesen erzeugt, so enthält es naturgemäß Biomasse aller auf den beernteten Flächen gewachsener Pflanzen. In der Regel sind dies neben Süßgräsern auch Kräuter und Leguminosen. Bei Verwendung von Ackergras hängt die Artenzusammensetzung im Wesentlichen von der Ansaatmischung ab. Üblich sind sowohl die Kultur einzelner Arten wie z. B. des Deutschen Weidelgrases, als auch die Nutzung von Artenmischungen wie des Landsberger Gemenges oder, vor allem im Ökologischen Landbau, Klee-Gras-Gemische (Kleegras).

## Gewinnung und Konservierung
Das Gras wird in der Regel bereits vor der Blüte und damit etwas früher als bei der Heuwerbung gemäht und zum Anwelken auf der beernteten Fläche abgelegt. Bei Erreichen von rund 35 bis 40 Prozent Trockenmasse wird das Erntegut mit Ladewagen oder mit dem Feldhäcksler aufgenommen und zum Silo transportiert, wo es aufgeschichtet und maschinell verdichtet wird. Die Masse wird zur Gärung luftdicht abgedeckt – in den üblichen Fahrsilos meist mit einer Kunststofffolie – und bis zur Verwendung aufbewahrt. 
 Eine Alternative zur Silagekonservierung im festen Silo (meist Fahrsilo) ist das Silieren in Silageballen. Dabei wird das Erntegut auf dem Feld mit Ballenpressen zu Rundballen oder Quaderballen verdichtet, die mit einem Ballenwickelgerät luftdicht mit Folie umwickelt werden.

## Nutzung
Grassilage dient als Grundfutter (Gärfutter) vor allem in der Rinderhaltung aber auch in anderen Tierhaltungen, wie z. B. in der Pferdehaltung. Dort stellt es eine Alternative zu anderen Silagearten wie Maissilage sowie zu Grünfutter und Heu dar.
| Material                            | Biogasertrag in m3 pro Tonne Frischmasse | Methan- gehalt |
| ----------------------------------- | ---------------------------------------- | -------------- |
| Maissilage                          | 202                                      | 52 %           |
| Grassilage                          | 172                                      | 54 %           |
| Roggen-GPS                          | 163                                      | 52 %           |
| Zuckerrüben- Pressschnitzel siliert | 125                                      | 52 %           |
| Futterrübe                          | 111                                      | 51 %           |
| Bioabfall                           | 100                                      | 61 %           |
| Hühnermist                          | 80                                       | 60 %           |
| Schweinemist                        | 60                                       | 60 %           |
| Rindermist                          | 45                                       | 60 %           |
| Getreideschlempe                    | 40                                       | 61 %           |
| Schweinegülle                       | 28                                       | 65 %           |
| Rindergülle                         | 25                                       | 60 %           |

Als Gärsubstrat nutzen Grassilage mehr als ein Drittel der Biogasanlagen in Deutschland, jedoch meist nur zu geringen Anteilen: An der Masse der eingesetzten nachwachsenden Rohstoffe beträgt der Grassilageanteil lediglich 9 Prozent. Der Einsatz der langfaserigen Grassilage als Gärsubstrat verlangt eine geeignete Anlagentechnik. Bei hohen Anteilen Grassilage hat sich die Trockenfermentation bewährt.

## Bilder

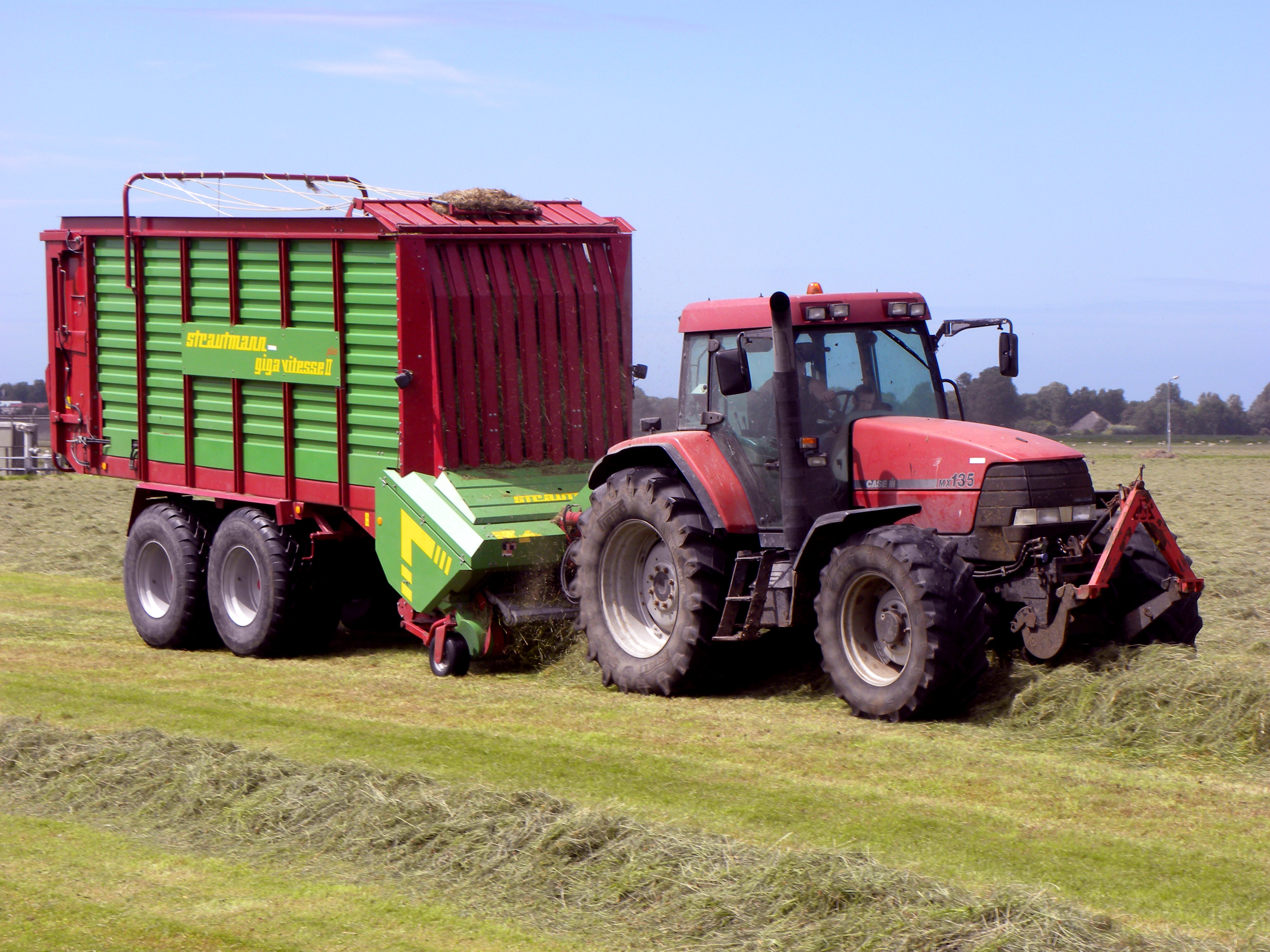
Grasschnitt-Aufnahme aus Schwaden mit einem Kurzschnittladewagen zur Verbringung ins Silo
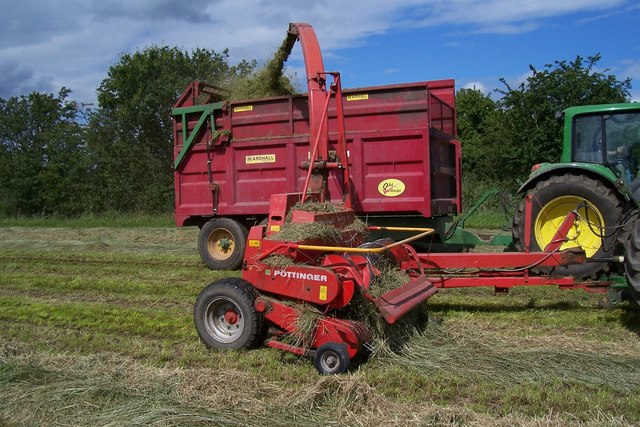
Gezogener Feldhäcksler mit Zapfwellenantrieb bei der Grassilagenernte
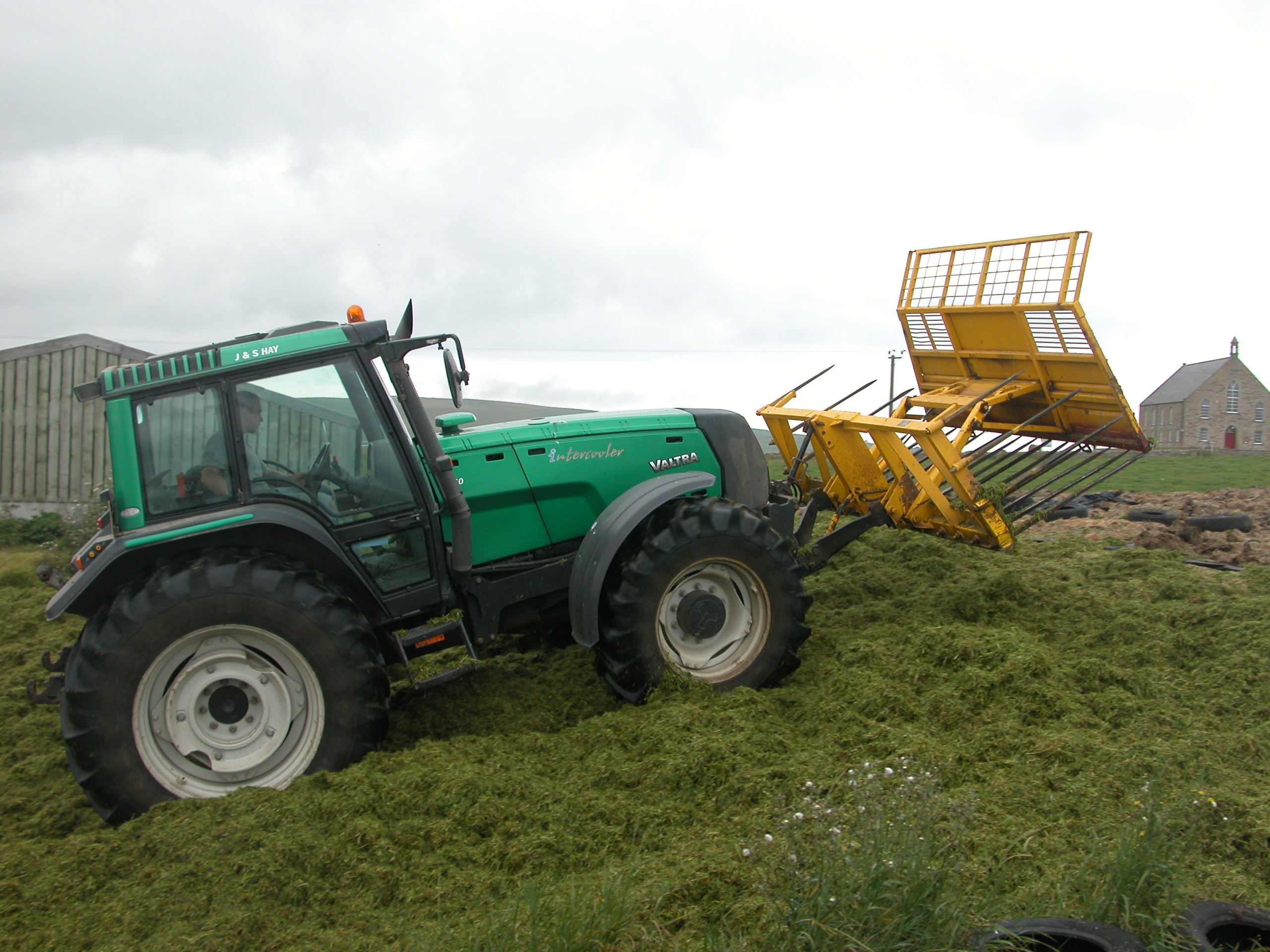
Verdichten von Grasschnitt in einem Fahrsilo
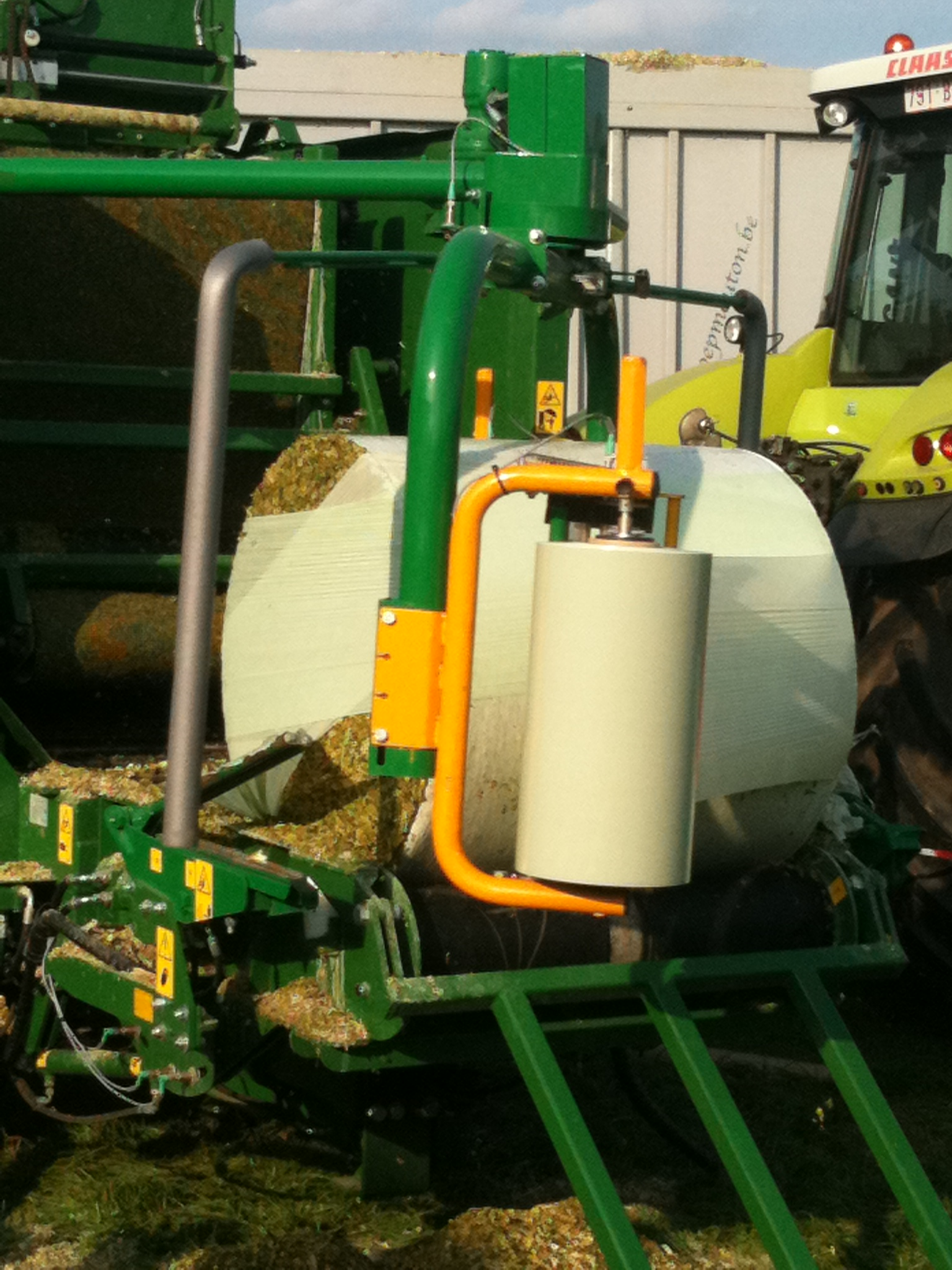
Ballenwickler
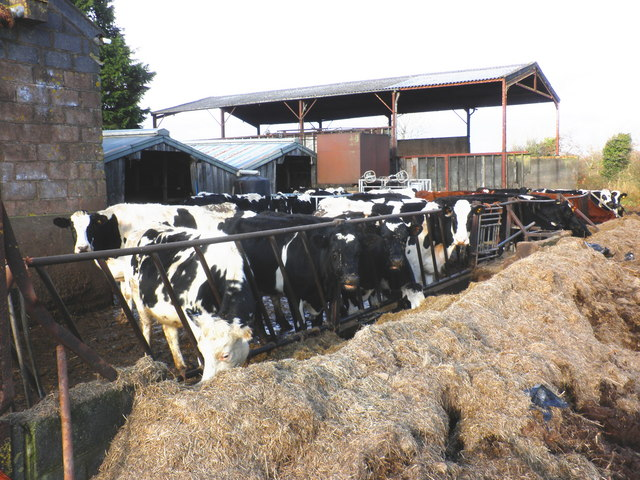
Grassilage als Futter für Rinder